# Électrochromisme
L'électrochromisme est la propriété démontrée par certaines espèces chimiques de changer de couleur de manière réversible lorsqu'une charge électrique leur est appliquée, et ce durant un temps court (alimentation électrique par impulsion). Ce changement de couleur est en lien avec le phénomène d'oxydo-réduction. La réversibilité est obtenue lors de l'inversion de la polarité de la tension. L'électrochromisme bénéficie d'un effet mémoire, c'est-à-dire que la couleur obtenue reste la même y compris lorsque la source de tension est déconnectée.
Au cours de la réaction d'oxydoréduction, la valence de certaines espèces chimiques va être modifiée et c'est lors de cette modification que le changement de couleur aura lieu.
Un matériau électrochrome répond à cette dernière caractéristique.

## Historique
Les travaux de référence les plus connus sur l’électrochromisme sont ceux de Deb publiés en 1969, et d’autres travaux donnant plus de précisions sur l’oxyde de tungstène WO3 en 1973.
Toutefois, les premiers travaux sur les composés électrochromes, et plus particulièrement le bleu de Prusse commencèrent dès 1704 avec Diesbach. Le bleu de Prusse était plutôt utilisé en tant que colorant. Les premiers travaux sur le changement de couleur de l’oxyde de tungstène apparurent en 1815 avec Berzelius, et ce lors d’une réduction par passage d’un flux d’hydrogène sec. Des travaux similaires ont été entrepris par Wöhler en 1824, mais cette fois avec du sodium métallique. D’autres équipes ont travaillé sur l’oxyde de tungstène : Kobosew et Nekrassow en 1930, Brimm en 1951.
Dans les années 1960, la première compagnie à rechercher une possible exploitation aux matériaux électrochromes est la division néerlandaise de Philips. Ils travailleront sur l’utilisation des viologènes. Il s’ensuivra un premier brevet en 1971 ainsi qu’un article scientifique en 1973.
On peut retrouver un historique plus détaillé sur l’électrochromisme dans les travaux de Kmetz, et ceux de Faugnan et Crandall.

## Les matériaux électrochromes
On peut classifier les matériaux électrochromes en deux catégories : les composés organiques et les composés inorganiques.
Dans les matériaux inorganiques, on distingue principalement : les oxydes des métaux et métaux de transition, Les composés hexacyanométallates (type bleu de Prusse). Dans les composés organiques, on distingue les polymères conducteurs, les viologènes, les metallopolymères principalement.
Ci-après un tableau avec les principaux composés électrochromes :
| Composés organiques                                                            | Composés inorganiques                                  |
| ------------------------------------------------------------------------------ | ------------------------------------------------------ |
| Polymères conducteurs                                                          | Oxydes des métaux de transition                        |
| Polythiophène (PT)                                                             | WO3                                                    |
| Poly(3,4-ethylene dioxythiophène) (PEDOT)                                      | IrO2                                                   |
| Poly(3-methyl thiophène) (PMT)                                                 | TiO2                                                   |
| Poly(3-hexyl thiophène) (PHT)                                                  | Nb2O5                                                  |
| Poly(3-alkyl thiophène) (PAT)                                                  | Nb2O5:Li+                                              |
| Poly(3,4-propylenedioxythiophène) (PProDOT)                                    | Nb2O5–TiO2                                             |
| Poly(3,3-dimethyl-3,4-dihydro-2H-thieno(3,4-b)(1,4)dioxepine) (PProDOT-(CH3)2) | MoO3                                                   |
| Poly(3,4-ethylenedioxypyrrole) (PEDOP)                                         | V2O5                                                   |
| Poly(3,4-(2,2-dimethylpropylenedioxy)-pyrrole) (PProDOP-(CH3)2)                | Fer hexacyanoferrates (Famille des couleurs de Prusse) |
| Poly(3,6-bis(3,4-ethylenedioxy)thienyl)-N-methylcarbazole) (PBEDOT-NMeCz)      | Bleu de Prusse: [FeIIIFeII(CN)6]                       |
| Poly(2-(3,4-ethylenedioxy)thienyl-(biphenyl)) (PBEDOT-BP)                      | Vert de Prusse: [FeIII3 {FeIII(CN)6}2{FeII(CN)6}]      |
| Polyaniline (PAni)                                                             | Blanc de Prusse: [FeIIFeII(CN)6]2                      |
| Polypyrrole (PPy)                                                              | Marron de Prusse: [FeIIIFeIII(CN)6]                    |
| Viologènes                                                                     |                                                        |
| Sels de 1,10-Disubstituté-4,40-bipyridinium                                    |                                                        |
| Metallopolymères                                                               |                                                        |
| Metallophthalocyanines (M-Pc)                                                  |                                                        |
| Lu(Pc)2                                                                        |                                                        |

Un bon exemple de matériau électrochrome est la polyaniline qui peut être synthétisée par oxydation chimique ou électrochimique de l'aniline. Si une électrode est plongée dans de l'acide chlorhydrique contenant une faible concentration d'aniline, un film de polyaniline peut croître sur l'électrode. Selon l'état rédox, la polyaniline peut soit être jaune pâle, soit vert-noir sombre. D'autres matériaux électrochromes pour lesquels ont été trouvées des applications technologiques sont les viologènes et les polyoxotungstates. On pourra citer comme autre exemple de matériau électrochromique l'oxyde de tungstène (WO3), qui est la principale espèce chimique utilisée dans la production de vitres électrochromes (dites vitres intelligentes) et plus récemment des afficheurs électrochromes sur substrat papier comme des systèmes anti-contrefaçon intégrés dans l'emballage des produits de luxe.
Certains matériaux électrochromes démontrent une capacité à changer de couleur entre plus de deux états. On parle alors de polyelectrochromisme ou d'électropolychromisme, la première appellation étant généralement la plus usitée.

### La structure électrochrome
Une structure électrochrome est une structure sandwich composé classiquement de 7 couches :
- Un support ou substrat de base, permettant le maintien mécanique du dispositif électrochrome
- Une première électrode, servant à appliquer la tension
- Une couche de stockage pour les ions, contenant les ions permettant le mouvement d’espèces chimiques menant au changement de couleur
- Un électrolyte, c'est-à-dire une substance permettant le passage d’un courant électrique par déplacement d’ions mais sans déplacement d’électrons
- Une couche électrochrome, produisant le changement de couleur
- Une seconde électrode, permettant le passage du courant dans le dispositif. Elle doit être nécessairement transparente pour voir le changement de couleur
- Éventuellement, un second support ou substrat. Celui-ci n’est pas indispensable, mais il permet néanmoins un bon maintien mécanique de la structure.

En 2014 des chercheurs CNRS à Bordeaux ont abouti à réduire le nombre de couches d'une architecture classique, à savoir des systèmes à 4 ou à 3 couches.

## Applications des matériaux électrochromes
La faible consommation d'énergie des électrochromes (quelques volts et une intensité très faible suffisent à provoquer le changement de couleur) rend ces matériaux particulièrement attractifs pour un grand nombre d'applications. Des matériaux électrochromes sont déjà employés dans plusieurs domaines .
Dans le domaine du bâtiment, les vitres intelligentes sont composées d'une couche d'électrochrome emprisonnée en sandwich entre deux électrodes transparentes, puis deux épaisseurs de verre. Commandées électriquement, ces fenêtres peuvent à volonté s'obscurcir quand le temps est ensoleillé afin d'éviter le passage de la lumière dans une pièce, ou s'éclaircir lorsque le temps est nuageux afin de maximiser de nouveau le passage de la lumière .

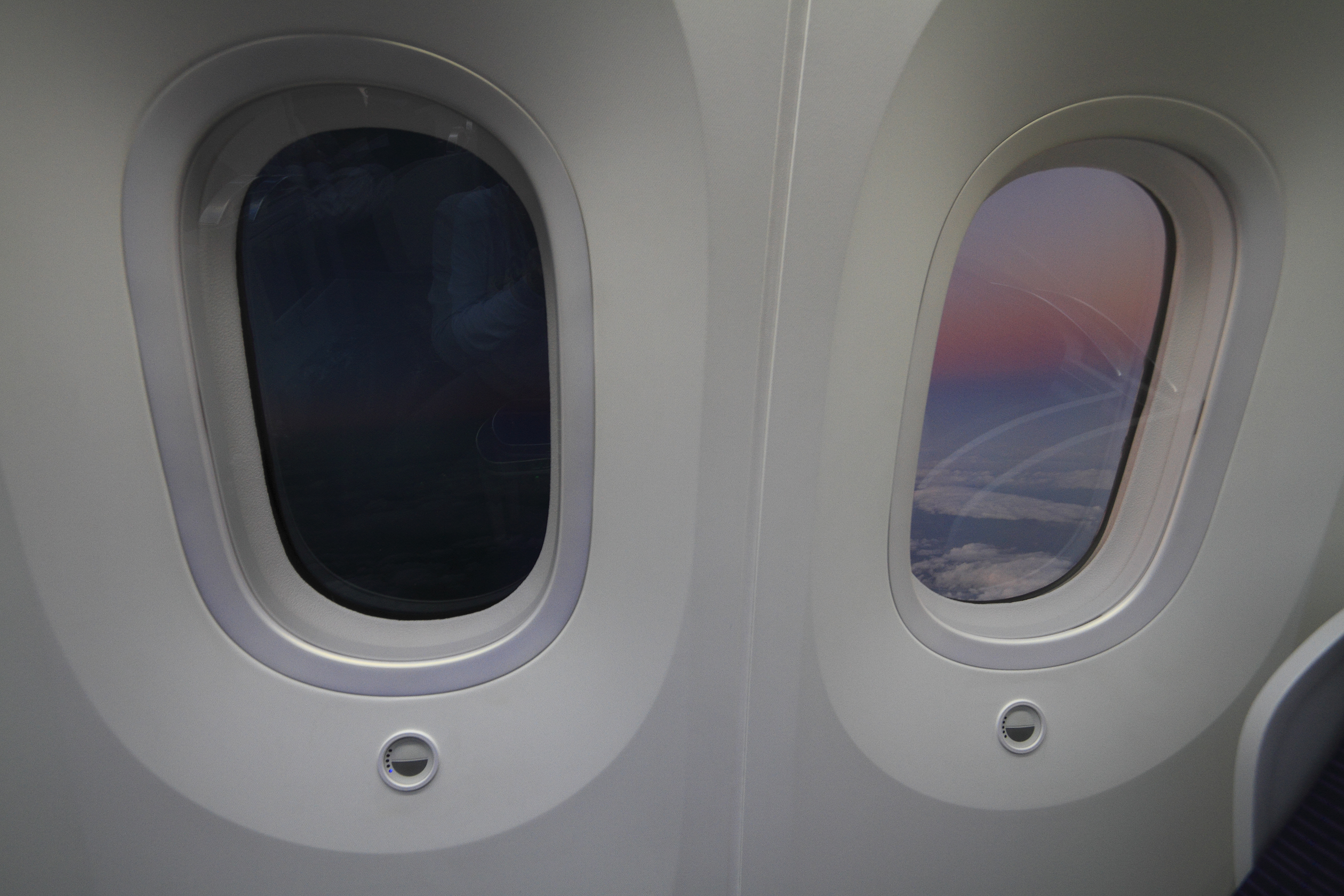
Fenêtre électrochrome dans un avion Boeing

Les rétroviseurs électrochromes peuvent, de la même manière, s'assombrir par commande électrique afin d'éviter l'éblouissement du conducteur par les phares d'une voiture située derrière lui .
Grâce à sa large palette de couleurs et à sa faible consommation électrique , l'électrochromisme est un procédé particulièrement intéressant pour la création d'écrans. Dans ce domaine, le viologène peut-être utilisé en combinaison avec le dioxyde de titane (TiO2) pour la fabrication d'écrans digitaux de petite taille. Cette combinaison pourrait à terme remplacer les écrans à cristaux liquides puisque le viologène (typiquement d'un bleu foncé) contraste fortement avec le brillant du blanc du titane, conférant ainsi une forte lisibilité à l'écran. Il est à préciser que le changement de couleur des matériaux électrochromes se produit sans émission de lumière : les écrans électrochromes sont donc des écrans réflectifs, similaires aux liseuses utilisant le procédé d'électrophorèse. Afin de pouvoir voir le changement de couleur, une source de lumière extérieure est nécessaire : soit la lumière ambiante, soit un rétroéclairage. C'est le fait que l'électrochromisme, tout comme l'électrophorèse, soit non-émissif qui rend la lecture sur ce type d'écrans confortable pour l’œil humain et explique leur surnom de "papier électronique". Par rapport aux procédés d'électrophorèse de type « encre électronique », l'électrochromisme a l'avantage de permettre la création d'écrans colorés  grâce à la combinaison de plusieurs matériaux électrochromes de couleur différentes.
À noter que la Ferrari Superamerica est la première automobile à utiliser du verre électrochrome.[réf. nécessaire]